# سانت جونزبوري (فيرمونت)
سانت  جونزبوري (بالإنجليزية: St. Johnsbury CDP, Vermont)‏ هي منطقة سكنية تقع بولاية فيرمونت في الولايات المتحدة. تبلغ مساحتها 33.8 كم2، وترتفع عن سطح البحر 183 م، بلغ عدد سكانها 6,193 نسمة في عام 2010 حسب إحصاء مكتب تعداد الولايات المتحدة وتصل الكثافة السكانية فيها 183.2 نسمة لكل كيلومتر مربع (474.5/ميل2).

## التركيبة السكانية
حدّد مكتب تعداد الولايات المتحدة بيانات التركيبة السكانية لسانت  جونزبوري في تعداد الولايات المتحدة. في ما يلي، التركيبة السكانية حسب تعدادي 2000 و2010.

### تعداد عام 2000
بلغ عدد سكان سانت  جونزبوري 6,319 نسمة بحسب تعداد عام 2000، وبلغ عدد الأسر 2,726 أسرة وعدد العائلات 1,563 عائلة مقيمة في المنطقة السكنية. في حين سجلت الكثافة السكانية 187 نسمة لكل كيلومتر مربع (484.3/ميل2). وبلغ عدد الوحدات السكنية 2,985 وحدة بمتوسط كثافة قدره 88.3 لكل كيلومتر مربع (228.7/ميل2).
وتوزع التركيب العرقي للمنطقة السكنية بنسبة 96.23% من البيض و0.47% من الأمريكيين الأفارقة و0.74% من الأمريكيين الأصليين و0.65% من الأمريكيين ذوي الأصول الآسيوية و0.03% من سكان جزر المحيط الهادئ و0.27% من الأعراق الأخرى و1.60% من عرقين مختلطين أو أكثر و1.35% من الهسبانيون أو اللاتينيون من أي عرق.
بلغ عدد الأسر 2,726 أسرة كانت نسبة 29.4% منها لديها أطفال تحت سن الثامنة عشر تعيش معهم، وبلغت نسبة الأزواج القاطنين مع بعضهم البعض 41.6% من أصل المجموع الكلي للأسر، ونسبة 12.3% من الأسر كان لديها معيلات من الإناث دون وجود شريك،  بينما كانت نسبة 3.4% من الأسر لديها معيلون من الذكور دون وجود شريكة وكانت نسبة 42.7% من غير العائلات. تألفت نسبة 35.6% من أصل جميع الأسر من عدة أفراد يعيشون في نفس المنزل ونسبة 16.6% كانت تتألف من شخص يعيش بمفرده يبلغ من العمر 65 عاماً أو أكثر. وبلغ متوسط حجم الأسرة المعيشية 2.18، أما متوسط حجم العائلات فبلغ 2.83.
بلغ العمر الوسطي للسكان 40.0 عاماً. وكانت نسبة 22.2% من القاطنين تحت سن الثامنة عشر، وكانت نسبة 8% بين الثامنة عشر والرابعة والعشرين عاماً، ونسبة 23.2% كانت واقعةً في الفئة العمرية ما بين الخامسة والعشرين والرابعة والأربعين عاماً، ونسبة 22.7% كانت ما بين الخامسة والأربعين والرابعة والستين، ونسبة 17.8% كانت ضمن فئة الخامسة والستين عاماً فما فوق. يوجد لكل 100 أنثى 87.9 ذكر، ويوجد لكل 100 أنثى في الثامنة عشر من عمرها فما فوق 82.9 ذكر.
بلغ متوسط دخل الأسرة في المنطقة السكنية 26,702 دولارًا، أما متوسط دخل العائلة فبلغ 39,890 دولارًا. وكان متوسط دخل الذكور 31,454 دولارًا مقابل 21,283 دولارًا للإناث. وسجل دخل الفرد الخاص بالمنطقة السكنية 16,561 دولارًا. وكانت نسبة 12.8% من العائلات ونسبة 15.8% من السكان تحت خط الفقر، وكان من هؤلاء نسبة 25% تحت سن الثامنة عشر ونسبة 9.1% في الخامسة والستين من العمر وما فوق.

### تعداد عام 2010
بلغ عدد سكان سانت  جونزبوري 6,193 نسمة بحسب تعداد عام 2010، وبلغ عدد الأسر 2,623 أسرة وعدد العائلات 1,468 عائلة مقيمة في المنطقة السكنية. في حين سجلت الكثافة السكانية 183.2 نسمة لكل كيلومتر مربع (474.5/ميل2). وبلغ عدد الوحدات السكنية 2,939 وحدة بمتوسط كثافة قدره 87 لكل كيلومتر مربع (225.3/ميل2).
وتوزع التركيب العرقي للمنطقة السكنية بنسبة 95.35% من البيض و0.90% من الأمريكيين الأفارقة و0.66% من الأمريكيين الأصليين و1.31% من الأمريكيين ذوي الأصول الآسيوية و0.42% من الأعراق الأخرى و1.36% من عرقين مختلطين أو أكثر و1.76% من الهسبانيون أو اللاتينيون من أي عرق.
بلغ عدد الأسر 2,623 أسرة كانت نسبة 28% منها لديها أطفال تحت سن الثامنة عشر تعيش معهم، وبلغت نسبة الأزواج القاطنين مع بعضهم البعض 36.9% من أصل المجموع الكلي للأسر، ونسبة 14% من الأسر كان لديها معيلات من الإناث دون وجود شريك،  بينما كانت نسبة 5.1% من الأسر لديها معيلون من الذكور دون وجود شريكة وكانت نسبة 44% من غير العائلات. تألفت نسبة 36.9% من أصل جميع الأسر من عدة أفراد يعيشون في نفس المنزل ونسبة 16.2% كانت تتألف من شخص يعيش بمفرده يبلغ من العمر 65 عاماً أو أكثر. وبلغ متوسط حجم الأسرة المعيشية 2.19، أما متوسط حجم العائلات فبلغ 2.80.
بلغ العمر الوسطي للسكان 41.9 عاماً. وكانت نسبة 21.1% من القاطنين تحت سن الثامنة عشر، وكانت نسبة 9.3% بين الثامنة عشر والرابعة والعشرين عاماً، ونسبة 23.3% كانت واقعةً في الفئة العمرية ما بين الخامسة والعشرين والرابعة والأربعين عاماً، ونسبة 28.3% كانت ما بين الخامسة والأربعين والرابعة والستين، ونسبة 18% كانت ضمن فئة الخامسة والستين عاماً فما فوق. وتوزع التركيب الجنسي للسكان بنسبة 49.5% ذكور و50.5% إناث.